# Emil von Schönaich-Carolath
Le prince Emil von Schönaich-Carolath-Schilden, né le 8 avril 1852 à Breslau et mort le 30 avril 1908 au manoir de Haseldorf dans le Schleswig-Holstein, surnommé le « prince-poète de la Marche de Haseldorf » est un novelliste, poète et propriétaire foncier prussien.

## Biographie
Emil von Schönaich-Carolath (de) est le fils du prince Karl et de la princesse, née Émilie von Oppen-Schilden. Il fait ses études au lycée de Wiesbaden, puis à l'université de Zurich, où il est inscrit en histoire de l'art et en littérature. Il est ensuite lieutenant de 1872 à 1874 au 14e régiment de dragons de Colmar (alors dans l'Empire allemand). Le jeune prince passe ensuite plusieurs années à voyager, essentiellement en Italie et en Égypte. Il se marie en 1887 avec Katharina von Knorring et demeure principalement dans ses domaines, le manoir de Haseldorf dans le Holstein et le château de Palsgaard au Danemark.
C'est sous l'influence de sa mère qui réunissait dans son salon des hommes de lettres à Breslau, dont Karl von Holtei, que le prince se lance dans la littérature. Il écrit des poèmes néoromantiques au début, et à la fin de sa vie compose des nouvelles et des récits à thème religieux ou éthique. Il invite souvent des écrivains dans son manoir de Haseldorf, comme Rainer Maria Rilke ou Detlev von Liliencron.
Il est enterré au petit cimetière de l'église Saint-Gabriel, au bout du parc de Haseldorf.

## Œuvres principales
- 1878, Lieder an eine Verlorene, poèmes
- 1881, Tauwasser, récits
- 1883, Dichtungen, poèmes
- 1884, Geschichten aus Moll, récit
- 1894, Bürgerlicher Tod, nouvelle
- 1896, Der Freiherr, Regulus, Der Heiland der Tiere, nouvelles
- 1903, Gedichte, poèmes
- 1903, Lichtlein sind wir, Die Kiesgrube, Die Wilgänse, nouvelles